# Slovenská národní a rolnická strana
Slovenská národní a rolnická strana, SNaRS (slovensky Slovenská národná a roľnícka strana) byla politická strana působící počátkem 20. let 20. století na Slovensku. Roku 1922 se sloučila do celostátní Republikánské strany zemědělského a malorolnického lidu.

## Vznik samostatné agrární strany na Slovensku
Už před rokem 1918 existoval v slovenském politickém prostředí svébytný agrární proud. Na rozdíl od českých zemí v něm ovšem převládali intelektuálové nikoliv početnější vrstva sedláků a statkářů. Agrární hnutí na Slovensku bylo součástí široké Slovenské národní strany.
Po vzniku Československa se na Slovensku zrychlil proces formování politických stran. 13. dubna 1919 se konalo první celoslovenské shromáždění organizace Slovenská rolnická jednota. Předsedou se stal Pavel Blaho. V této fázi šlo ještě o formální součást celonárodní Slovenské národní strany, ale fakticky již o rodící se samostatnou platformu slovenského agrarismu. 14. září 1919 se potom konal ustavující sjezd Národní republikánské strany rolnické, jejímž předsedou zůstal Pavel Blaho. Někteří členové strany v té době zasedali v Revolučním národním shromáždění v Praze, kde ovšem slovenští poslanci tvořili jednotnou skupinu a fakticky se ještě nedělili podle stranické příslušnosti.
Před parlamentními volbami v roce 1920 utvořily 11. ledna 1920 Národní republikánská strana rolnická a Slovenská národní strana koalici, čímž vznikla Slovenská národní a rolnická strana.
Po volbách utvořili poslanci zvolení za SNaRS společný klub s českými agrárníky. Slovenská národní a rolnická strana ovšem ve volbách na Slovensku výrazněji neuspěla. Porazili ji ľudáci a silné zisky dosáhli i sociální demokraté. Po volbách proto ve straně zaznívala kritika chabé agitace na venkově a slabé podpory mezi katolickým lidem (v SNaRS bylo jinak silné zastoupení slovenských evangelíků). 21. března 1921 zvolil výkonný výbor strany nové vedení a jejím předsedou se stal Jozef Branecký. Krátce poté došlo v SNaRS k rozkolu, když se od ní koncem března 1921 odtrhla Slovenská národní strana. Další rozkol nastal v únoru 1922, když se zájmová organizace Slovenská domovina, napojená na SNaRS, odtrhla a proměnila se na politickou stranu Slovenská domovina – strana malorolnického lidu. Za secesí stál patrně Milan Hodža, který si tak chtěl připravit politickou platformu.

## Sloučení s českými agrárníky
V této době do hry vstoupili představitelé agrární strany z českých zemí (tehdy oficiálně zvané Republikánská strana československého venkova), kteří vyvinuli tlak na sjednocení agrárních politických subjektů. Slovenská domovina – strana malorolnického lidu a Slovenská národní a rolnická strana se díky tomu v roce 1922 sloučily s českými agrárníky z Republikánské strany československého venkova, čímž vznikla celostátní Republikánská strana zemědělského a malorolnického lidu (RSZML). V červnu 1922 byli funkcionáři SNaRS začleněni do struktur RSZML a Branecký se stal členem výkonného výboru a předsednictva RSZML.
Po roce 1922 pak původní členové SNaRS tvořili výraznou složku agrární strany. Během 20. let se mezi slovenskými předáky RSZML dostal do popředí Milan Hodža, který se ve 30. letech stal i předsedou vlády Československa a významně ovlivňoval politiku RSZML.